# パブロ・ゴンサレス
パブロ・アンドレス・ゴンサレス（Pablo Andrés González, 1985年5月23日 - ）は、アルゼンチン・タンディル出身の元サッカー選手。現役時代のポジションはフォワード。
兄のマリアーノ・ゴンサレスはアルゼンチン代表歴のあるミッドフィールダー。

## 経歴
ラシン・クルブのユース出身。2008年に国内4部リーグのクラブに放出されたが、そこでの活躍によりイタリアに渡る。間もなくレガ・プロ・プリマ・ディヴィジオーネに所属するノヴァーラ・カルチョに欠かせない戦力となり、優勝に貢献。
翌シーズンはセリエBで得点王を争ったことから関心を集め、200万ユーロ+期限付き移籍していたサミル・ウイカニとミシェル・モルガネッラの保有権の半分を譲渡する条件で2011年1月31日にUSチッタ・ディ・パレルモに移籍。残りシーズンはそのままレンタル形式でノヴァーラに在籍し、チームの55シーズンぶりのセリエA昇格に貢献した。
しかしパレルモではデビュー戦となったUEFAヨーロッパリーグ予選のFCトゥーン戦では初ゴールを記録するもレギュラー争いに敗れ、8月31日にACシエーナへの期限付き移籍が決定。だがシエーナでもレギュラーを獲得できず、2012-13シーズンからセリエBに降格したノヴァーラで再びプレーすることになった。
2016年7月24日、レガ・プロのUSアレッサンドリア・カルチョ1912に4年契約で移籍することが発表された。

## タイトル
ノヴァーラ
- スーペルコッパ・ディ・レガ・ディ・プリマ・ディヴィジオーネ : 2009-10
- レガ・プロ・プリマ・ディヴィジオーネ : 2009-10
- レガ・プロ : 2014-15
- スーペルコッパ・ディ・レガ・プロ : 2015
- セリエDジローネA : 2021-22